# Aeromarine Plane and Motor Company
La Aeromarine Plane and Motor Company era un'azienda aeronautica statunitense, fondata nel 1908 come Boland Aeroplane and Motor Company  ad Avondale, New Jersey, dai fratelli Boland. Nello corso dell'anno l'uomo d'affari Inglis Moore Uppercu entrò come socio nella ditta Boland, ed in seguito trasferì la ditta a Keyport, sempre nel New Jersey. L'azienda rimase operativa fino al 1930, assumendo tra il 1928 ed il 1930 il nome di Aeromarine-Klemm Corporation.

## Storia
Nel 1908 l'uomo d'affari Iglis M. Uppercu finanziò alcuni esperimenti aeronautici che si tennero a Keyport, nel New Jersey. Nello stesso anno Uppercu entrò come socio nella Boland Aeroplane and Motor Company, di Avondale. Il primo progetto realizzato a titolo sperimentale dalla Boland nel 1910, su progetto di Uppercu, fu l'Aeromarine Model B, un velivolo caratterizzato dalla formula canard. Poco prima dello scoppio della prima guerra mondiale Uppercu rilevò le quote finanziarie dei fratelli Boland, diventando presidente della società.  Nel corso del 1914 la ditta assunse la denominazione Aeromarine Plane and Motor Company, trasferendo la sua sede a Keyport, sempre nello stato del New Jersey. Su decisione di Uppercu l'azienda aggiunse alla sua produzione di velivoli anche quella dei motori aeronautici. Durante la prima guerra mondiale l'Aeromarine produsse per l'U.S. Navy un velivolo biplano da addestramento e ricognizione, designato Model 39. Tale aereo venne prodotto in 200 esemplari, ed a esso seguì la produzione su licenza di 125 velivoli Airco DH.4. Poco prima della fine della guerra la ditta ricevette un ordine relativo alla di produzione 200 esemplari dell'idrovolante da addestramento a scafo centrale Model 40. Di questo aereo vennero realizzati solamente 56 esemplari, a causa della cancellazione dell'ordine in seguito alla fine delle ostilità.
Dopo la fine della guerra l'azienda fornì all'U.S. Navy i velivoli Aeromarine 40F ordinati precedentemente, e modificò in aerei da trasporto commerciale alcuni idrovolanti Curtiss HS-2L per la neocostituita filiale Aeromarine Airways, apposita società di trasporto aereo civile creata nel 1920. Nel 1921 l'Aeromarine ottenne dall'U.S. Navy un contratto per la vendita di velivoli e motori surplus di guerra, e la licenza di produzione su licenza di una serie di 25 bombardieri Martin MB-2.
Nel 1924 l'azienda mutò denominazione sociale, divenendo Healey-Aeromarine Bus Company, e trasferì la sede a Nutley, New Jersey, cessando nel contempo ogni attività aeronautica. Nel 1928, tuttavia, per acquistare i diritti di produzione su licenza dei biplani leggeri tedeschi Klemm L 20 e L 25, venne costituita la filiale Boland Aeroplane Corporation, con sede a Newark (New Jersey). Nel 1929 l'azienda venne rinominata Aeromarine-Klemm Corporation, e la sede riportata a Keyport.
Rimasta vittima della Grande depressione, nel 1931 la ditta fu acquistata dai dipendenti e rinominata Aeromarine Plane & Motor Co.
Nel 1935 la Burnelli Aircraft Corporation acquistò il capitale della Aeromarine, assorbendo definitivamente l'azienda. Il reparto per la produzione dei propulsori fu inizialmente denominato Uppercu-Burnelli Corporation. per venire poi definitivamente venduto un anno dopo alla Lenape Aircraft & Motors Inc., di Matawan (New Jersey).

## Aerei
- Aeromarine Model B[5]
- Aeromarine xx
- Aeromarine 39
- Aeromarine M-1
- Aeromarine 700
- Aeromarine DH-4B
- Aeromarine 40
- Aeromarine 41
- Aeromarine 50
- Aeromarine ML
- Aeromarine A.S.
- Aeromarine S.S.
- Aeromarine NBS-1
- Aeromarine 60
- Aeromarine 80
- Aeromarine 85
- Aeromarine WM
- Aeromarine Sportsman
- Aeromarine PG-1
- Aeromarine 52
- Aeromarine 55
- Aeromarine L.D.B XII
- Aeromarine L.D.B XIII
- Aeromarine 75
- Aeromarine AM-1
- Aeromarine AM-3
- Aeromarine AMC
- Aeromarine AM-2
- Aeromarine EO
- Aeromarine AT
- Aeromarine ASM
- Aeromarine CO-L
- Aeromarine ADA
- Aeromarine Messenger

## Motori
- Aeromarine L-6
- Aeromarine AL
- Aeromarine NAL
- Aeromarine S
- Aeromarine S-12
- Aeromarine AR-3
- Aeromarine AR-3-40
- Aeromarine AR-5
- Aeromarine AR-7
- Aeromarine AL-24
- Aeromarine B-9
- Aeromarine B-45
- Aeromarine B-90
- Aeromarine D-12
- Aeromarine K-6
- Aeromarine L-6
- Aeromarine L-6-D
- Aeromarine L-6-G
- Aeromarine L-8
- Aeromarine RAD
- Aeromarine T-6
- Aeromarine U-6
- Aeromarine U-6-D
- Aeromarine U-8
- Aeromarine U-8-873
- Aeromarine U-8D
- Aeromarine 85 hp
- Aeromarine 100 hp